# تشارلز أ. غان
تشارلز أ. غان (بالإنجليزية: Charles A. Gunn)‏ هو مهندس معماري أمريكي، ولد في 1870، وتوفي في 1945.